# Fritz Straßmann
Fritz Straßmann (Boppard, 22 de fevereiro de 1902 — Mainz, 22 de abril de 1980) foi um químico alemão. Foi um dos descobridores da fissão nuclear.

## Condecorações
- 1960: Überreichung des Stadtsiegels der Heimatstadt Boppard
- 1966: Prêmio Enrico Fermi
- 1972: Ernennung zum Ehrenbürger der Stadt Mainz
- 1985: Posthume Vergabe des Titels „Justos entre as nações“. (Fritz Straßmann und seine Frau hatten im Frühjahr 1943 in ihrer Wohnung in Berlin eine Jüdin zwei Monate verborgen gehalten; sie überlebte den Krieg).
- 2001: 19136 Strassmann.[1]